# 1166 Sakuntala
Az 1166 Sakuntala (ideiglenes jelöléssel 1930 MA) a Naprendszer kisbolygóövében található aszteroida. Praszkovja Parhomenko fedezte fel 1930. június 27-én.